# Экспедиция Кассара
Экспедиция Кассара (фр. Expédition Cassard) — морской рейд французского флота капитана Жака Кассара в 1712 году во время Войны за испанское наследство. Экспедиция стартовала 2 декабря 1711 года, в море вышло три корабля и пять фрегатов. 
Выйдя из Тулона с флотом из восьми кораблей, тремя тысячами моряков и 1200 солдат, Кассар сделал остановку в порту города Прая на острове Сантьягу (современное Кабо-Верде); участники экспедиции Кассара совершали набеги и грабили Сидади-Велья. В городе в результате атак не осталось ни одного целого дома, часть острова была оккупирована, епископ Сантьягу Франсишку а Сао Агостиньо ушёл вглубь острова, где он занялся перегруппировкой сил, разработкой плана контратаки и дальнейшей обороны острова. Корсары разграбили собор, вещи, которые не были украдены, были сожжены, в том числе богатая библиотека епископа; общий ущерб составил порядка трёх миллионов французских ливров.
После этого экспедиция Кассарда отправилась в Америку. Он сделал остановку на Мартинике для ремонта и сдал вывезенную добычу. Флибустьеры Санто-Доминго, не забывшие его действий во время осады Картахены, нашли его и попросились присоединиться к нему. Они вместе напали на британские острова Монтсеррат и Антигуа в Вест-Индии и на голландские южноамериканские колониальные форпосты Суринам, Бербис и Эссекибо. Затем он отправился в рейд на голландский Синт-Эстатиус, также удалось получить контроль над Кюрасао — самым укреплённым голландским поселением в Карибском море. После непродолжительной остановки в Мартинике он вернулся во Францию с трофеями на общую сумму в десять миллионов ливров.
Экспедиция Кассара впоследствии принесла ему Орден Святого Людовика.

## Последствия
После уничтожения Сидади-Велья администрация переехала; тогда же было принято решение об укреплении Праи и постройке Плато — укреплённой его части; Плато должно было защитить город и весь остров от нападений пиратов. С 5 июля 1975 года Плато признан историческим центром Кабо-Верде
В 1724 году на один год островом Санту-Антан завладели англичане. В 1815 году состоялось пиратское нападение на острове Боа-Виста. В 1781 году состоялось сражение у Порто-Прая: Португалия в той войне не участвовала, а в битве англичан и французов победу одержали последние.